# Open Parc Auvergne-Rhône-Alpes Lyon 2022
L'Open Parc Auvergne-Rhône-Alpes Lyon 2022 è stato un torneo di tennis giocato sulla terra rossa nella categoria ATP Tour 250 nell'ambito dell'ATP Tour 2022. È stata la quinta edizione del torneo. Si è giocato dal 15 al 21 maggio 2022 al Vélodrome Georges Préveral del Parc de la Tête d'Or di Lione, in Francia.

## Partecipanti al singolare

### Teste di serie
| Nazionalità | Giocatore           | Ranking* | Testa di serie |
| ----------- | ------------------- | -------- | -------------- |
| Regno Unito | Cameron Norrie      | 11       | 1              |
| Spagna      | Pablo Carreño Busta | 18       | 2              |
| Francia     | Gaël Monfils        | 21       | 3              |
| Australia   | Alex de Minaur      | 22       | 4              |
|             | Karen Chačanov      | 24       | 5              |
|             | Aslan Karacev       | 35       | 6              |
| Argentina   | Sebastián Báez      | 37       | 7              |
| Spagna      | Pedro Martínez      | 40       | 8              |

* Ranking al 9 maggio 2022.

### Altri partecipanti
I seguenti giocatori hanno ricevuto una wild card per il tabellone principale :
- Hugo Gaston
- Lucas Pouille
- Jo-Wilfried Tsonga

Il seguente giocatore è entrato in tabellone usando il ranking protetto:
- Aljaž Bedene

I seguenti giocatori sono entrati nel tabellone principale passando dalle qualificazioni:

- Grégoire Barrère
- Tomás Martín Etcheverry
- Manuel Guinard
- Gilles Simon

I seguenti giocatori sono entrati in tabellone come lucky loser:
- Yosuke Watanuki
- Michael Mmoh

### Ritiri
Prima del torneo
- Benjamin Bonzi → sostituito da  Yosuke Watanuki
- David Goffin → sostituito da  Holger Rune
- Lorenzo Musetti → sostituito da  Kwon Soon-woo
- Gaël Monfils → sostituito da  Michael Mmoh

## Partecipanti al doppio

### Teste di serie
| Nazione   | Giocatore       | Nazione     | Giocatore       | Ranking* | Testa di serie |
| --------- | --------------- | ----------- | --------------- | -------- | -------------- |
| Croazia   | Ivan Dodig      | Stati Uniti | Austin Krajicek | 67       | 1              |
| Argentina | Máximo González | Brasile     | Marcelo Melo    | 72       | 2              |
| Belgio    | Sander Gillé    | Belgio      | Joran Vliegen   | 97       | 3              |
| Svezia    | André Göransson | Giappone    | Ben McLachlan   | 105      | 4              |

* Ranking al 9 maggio 2022.

### Altri partecipanti
Le seguenti coppie di giocatori hanno ricevuto una wild card per il tabellone principale:
- Ugo Blanchet /  Albano Olivetti
- Ugo Humbert /  Tristan Lamasine

La seguente coppia di giocatori è entrata in tabellone come alternate:
- Artem Sitak /  Max Schnur

### Ritiri
Prima del torneo
- Francisco Cerúndolo /  Federico Coria → sostituiti da  Artem Sitak /  Max Schnur

## Punti e montepremi

### Distribuzione punti
| Torneo    | V   | F   | SF | QF | 2T   | 1T | Q    | Q2   | Q1   |
| Singolare | 250 | 150 | 90 | 45 | 20   | 0  | 12   | 6    | 0    |
| Doppio    | 250 | 150 | 90 | 45 | N.D. | 0  | N.D. | N.D. | N.D. |

### Montepremi
| Torneo    | V       | F       | SF      | QF      | 2T     | 1T     | Q2     | Q1     |
| Singolare | €41,145 | €29,500 | €21,000 | €14,000 | €9,000 | €5,415 | €2,645 | €1,375 |
| Doppio*   | €15,360 | €11,000 | €7,250  | €4,710  | €2,760 | N.D.   | N.D.   | N.D.   |

*a coppia

## Campioni

### Singolare
Cameron Norrie ha sconfitto in finale  Alex Molčan con il punteggio di 6-3, 6(3)-7, 6-1.
- È il quarto titolo in carriera per Norrie, il secondo della stagione.

### Doppio
Ivan Dodig /  Austin Krajicek hanno battuto in finale  Máximo González /  Marcelo Melo con il punteggio di 6-3, 6-4.